# Kristina Jordanska
Kristina Jordanska (ur. 30 września 1988) – bułgarska siatkarka grająca na pozycji środkowej, reprezentantka kraju. W sezonie 2012/2013 zawodniczka Jedynki Aleksandrów Łódzki.

## Kluby
| Klub                         | Lata gry    |
| ---------------------------- | ----------- |
| Slavia Jar Computers         | 2004 - 2008 |
| AS Saint-Raphaël Volley-Ball | 2008 - 2011 |
| PSPS Chemik Police           | 2011 - 2012 |
| Jedynka Aleksandrów Łódzki   | 2012 − 2013 |

## Sukcesy
- Puchar Bułgarii
- najlepsza blokująca Pucharu Bułgarii

## Występy w reprezentacji
- 2005 - eliminacje do Mistrzostw Świata 2006[1]
- 2006 - Mistrzostwa Europy w Piłce Siatkowej Kobiet 2005, 9. miejsce